# Limnomedusa macroglossa
Limnomedusa macroglossa é uma espécie de anfíbio  da família Alsodidae. É a única espécie descrita para o género Limnomedusa. Pode ser encontrada na Argentina, Brasil, Uruguai e possivelmente no Paraguai.
Os seus habitats naturais são: florestas subtropicais ou tropicais húmidas de baixa altitude, campos de gramíneas de baixa altitude subtropicais ou tropicais sazonalmente húmidos ou inundados, rios, pastagens e florestas secundárias altamente degradadas. Está ameaçada por perda de habitat.